# What If (sång av Dina Garipova)
What If är en låt med den ryska sångerskan Dina Garipova. Låten är skriven av de svenska låtskrivarna Gabriel Alares och Joakim Björnberg.

## Eurovision
Den 19 februari 2013 avslöjades det att låten kommer att vara Rysslands bidrag till Eurovision Song Contest 2013.